# Portinscale
Portinscale är en by i Cumbria i England. Byn ligger 35,6 km från Carlisle. Orten har 536 invånare (2015).